# 4 Stroke Rumen
La 4 Stroke Rumen est une automobile présentée par l'ingénieur bulgare Roumen Antonov en  2005. Il s'agirait d'une Toyota Aygo recarrossée[réf. souhaitée] en s'inspirant d'une Bugatti Atlantic de 1938, ainsi elle conserve toute la mécanique de la Toyota dont son moteur 3 cylindres de 68 ch.  Elle resta à l'état de prototype.

## Sources
- Essai 4 Stroke Rumen dans Turbo
- Actualités sur 4 Stroke Rumen sur Caradisiac
- (es) Rumen 4 Stroke, la ilusión de un genio testarudo sur Motor.es
- (en) Arvid Linde, Preston Tucker & Others: Tales of Brilliant Automotive Innovations, Veloce Publishing Ltd, 15 avr. 2011 - 160 pages